# 김종철 (독립운동가)
김종철(金鍾喆 1885 ~ 1941)은 경상북도 월성군 출신의 일제강점기 때 활동한 독립운동가이다.

## 생애
1885년 경상북도 월성에서 출생하였다. 1919년 송두환(宋斗煥)·최해규(崔海奎) 등과 함께 대구 서천 대전정에 가옥을 매입하여 독립운동을 위한 연락장소를 마련하고, 신의주에도 공동자금으로 가옥을 매입, 송협욱을 거주시켜 연락장소로 삼았다.
1920년 12월 만주 펑톈[奉天]에서 권총 3정과 실탄 300발을 구입한 뒤 김봉규(金鳳奎)와 같이 경상남도 합천의 부호인 정달락(鄭達洛)으로부터 군자금 40원을 받았고, 같은 달 8일 의령의 부호 남정구(南廷九)에게 군자금을 요구하다 조선총독부 경찰에 붙잡으나 연행 중 조선총독부 순사를 사살하고, 만주로 탈출한 뒤 상하이[上海]의 의열단(義烈團)에 입단, 1928년까지 독립운동을 하였다.

## 상훈
- 1963년 대통령표창
- 1980년 건국포장